# 不丹—泰国关系
泰不關係是指历史上的泰国和不丹（包括現在的泰王國與不丹王国）之间的双边关系。现代泰国与不丹于1989年11月14日建立正式外交关系，此後兩國關係友好顺利發展。两国均为佛教徒占多数的君主立宪制国家，在文化宗教上多有相近相通之处，而泰国也是为数不多拥有不丹大使馆的国家之一。

## 政治交流

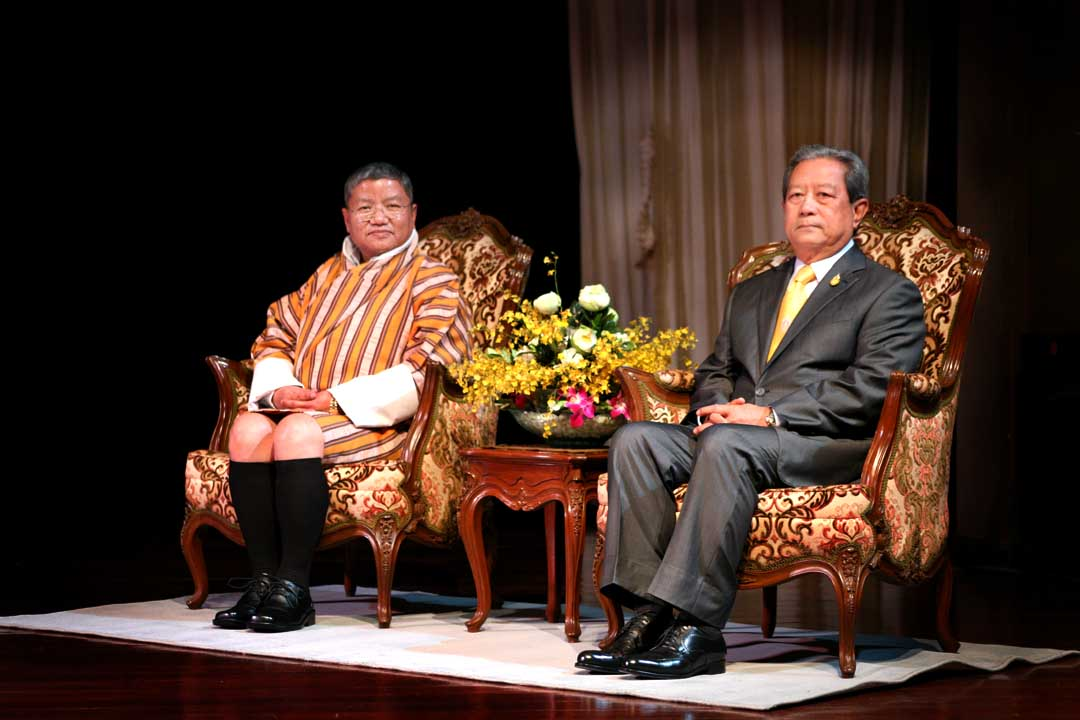
泰国总理素拉育·朱拉暖与不丹首相肯赞·多吉会面

泰国政府自1989年起，即开始积极推进发展与不丹的外交关系，随后，两国亦于当年11月14日建立正式外交关系，至此，泰国已经与南亚所有的联合国成员国建立了正式外交关系。泰国也是不丹在东南亚的第一个邦交国。
泰、不建交以来，两国高层互访不断，两国皇室间也有颇多交流，不丹国王吉格梅·凯萨尔·纳姆耶尔·旺楚克在即位以前，即于2006年出访泰国，并出席了泰王普密蓬即位60周年庆。泰国总理也时常出访不丹。2009年，泰国在廷布修筑了不丹–泰國友谊公园。
建交以后，不丹政府于1997年在曼谷建立了常驻大使馆，该使馆也是不丹在东南亚的第一个大使馆，首任常驻大使柯雅布·多吉则于1999年到任。该大使馆日后亦兼驻有邦交的缅甸与新加坡，并代理不丹在其他东协國家的外交业务。但泰国暂未在不丹设立大使馆，自建交以来，泰国对不丹的相关事务就由驻孟加拉国大使馆兼辖。

## 经济关系

### 双边贸易
据經濟複雜性研究中心统计，2020年，不丹向泰国出口额为46,100美元，泰国是不丹在亚洲的第7大出口伙伴。不丹亦从泰国进口了5160万美元，是不丹的在亚洲的第二大进口伙伴，不丹从泰国的进口额同比2019年增长了24.5%。

## 人文交流

### 旅行与签证

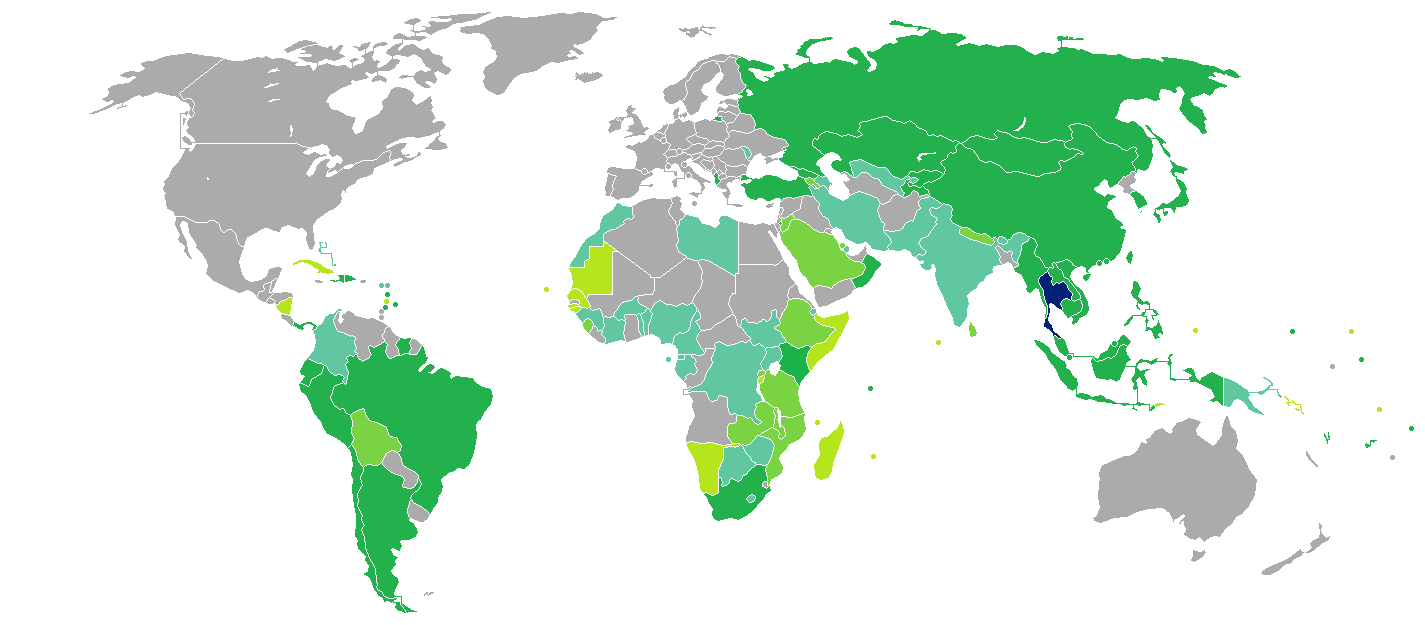
持泰國護照的泰國公民簽證要求分布圖：入境不丹需要簽證。

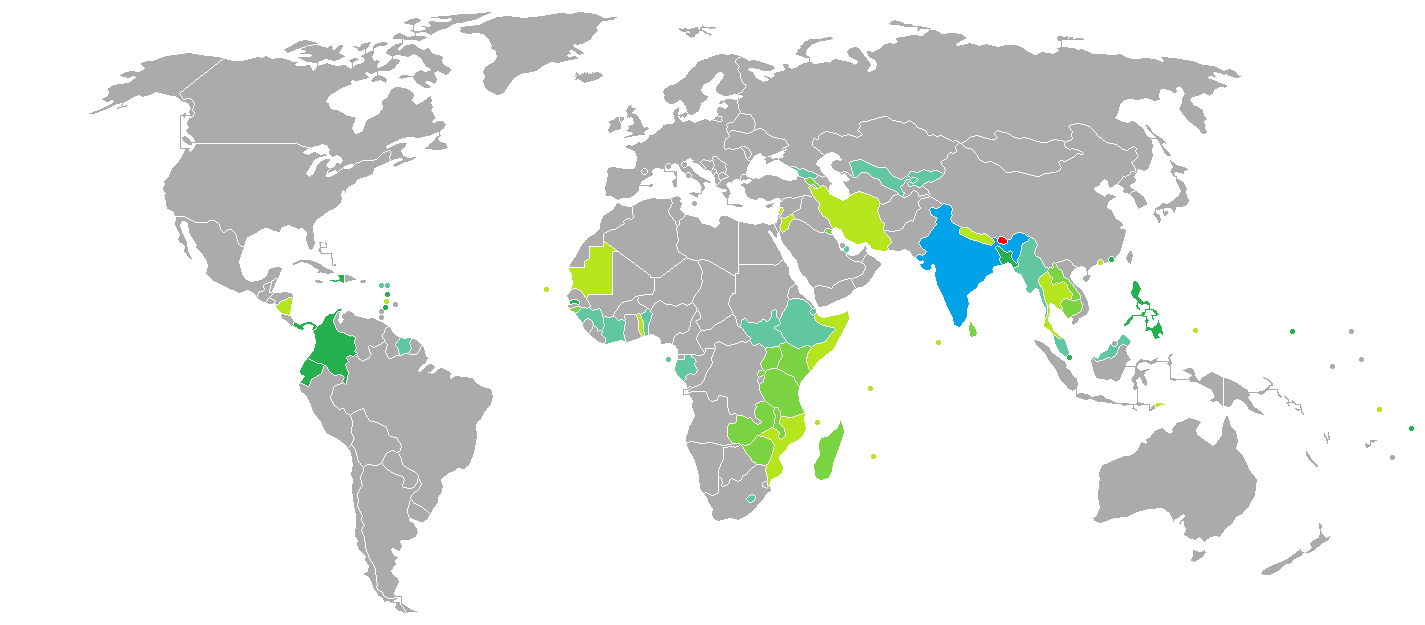
持不丹護照的不丹人口簽證要求分布圖：入境泰國可以落地簽證。

兩國公民皆須申請簽證方可入境對方國家。不丹只開放印度公民、孟加拉公民、馬爾地夫公民免簽證待遇，且不丹政府不接受個人申辦簽證，須由當地旅行社安排並每天消費約250美元，出發時需持旅行社所辦之簽證影本始可登機。
持不丹護照的不丹公民可以辦理落地簽證入境泰國，可停留15天。但不能延長逗留日期。
泰、不两国政府已经签署了对外交、公务护照持有人免除签证的协议，两国外交、公务护照持有人可以免签证于对方国家停留90天。

### 援助
泰国国际开发合作机构长期为不丹提供人道主义援助。不丹也在泰國政府的援助下修筑了医院。自2008年以來，不丹還在“泰國之友”計劃下，從泰國招募了一些具有農業、公共衛生、旅遊等不同領域技術專長的志願者，以协助不丹发展。

### 学术
两国在教育领域的合作关系紧密。在不丹的一些大学，有教员教授泰语，在泰國國際研究生計劃（TIPP）下，泰國政府正定期發放全額獎學金，提供不丹學生申請赴泰研習深造的机会。泰国的宋卡王子大学等高等院校也招收了許多不丹留学生。

## 交通

### 航空
两国有直航客运航线：
- 曼谷→不丹帕羅國際機場。